# Recreación de la Gesta del 25 de julio
La Recreación de la Gesta del 25 de julio es una conmemoración y recreación histórica que tiene lugar en la ciudad de Santa Cruz de Tenerife (Islas Canarias, España), en el mes de julio. Se trata de una escenificación histórica del Ataque a Santa Cruz de Tenerife de 1797, el cual fue comandado por el almirante inglés Horacio Nelson.

## Historia
El 25 de julio de 1797, día de Santiago Apóstol (patrón de España y de la ciudad de Santa Cruz de Tenerife), se registra el más importante acontecimiento militar de la historia de la ciudad de Santa Cruz y del Archipiélago Canario: tropas y ciudadanos se defendieron, al mando del General Gutiérrez, del ataque naval del contraalmirante inglés Horatio Nelson. La poderosa Armada británica se retirará, no sin antes perder Nelson un brazo (por un cañonazo desde el Castillo de Paso Alto con el "cañón Tigre", cañón que puede ser visitado en el Museo del Castillo de San Cristóbal (bajo la actual Plaza de España). Tras la victoria en esta batalla, la ciudad fue nombrada Muy Noble, Leal e Invicta Villa, Plaza y Puerto de Santa Cruz de Santiago de Tenerife, lo que influiría en su posterior declaración como capital de las Islas Canarias.
La actual Recreación de la Gesta comenzó celebrarse en el año 2008 y está organizada por el Ayuntamiento de Santa Cruz de Tenerife y por la Asociación Histórico Cultural Gesta del 25 de julio de 1797. El acto cuenta además con el apoyo del Gobierno de Canarias, los Ayuntamientos de Santa Cruz de Tenerife y de San Cristóbal de La Laguna, el Cabildo de Tenerife y la Autoridad Portuaria de Santa Cruz de Tenerife. También en este acto posee una importancia y colaboración destacada el Museo Histórico Militar de Canarias, el cual tiene su sede en Santa Cruz.

## Actos

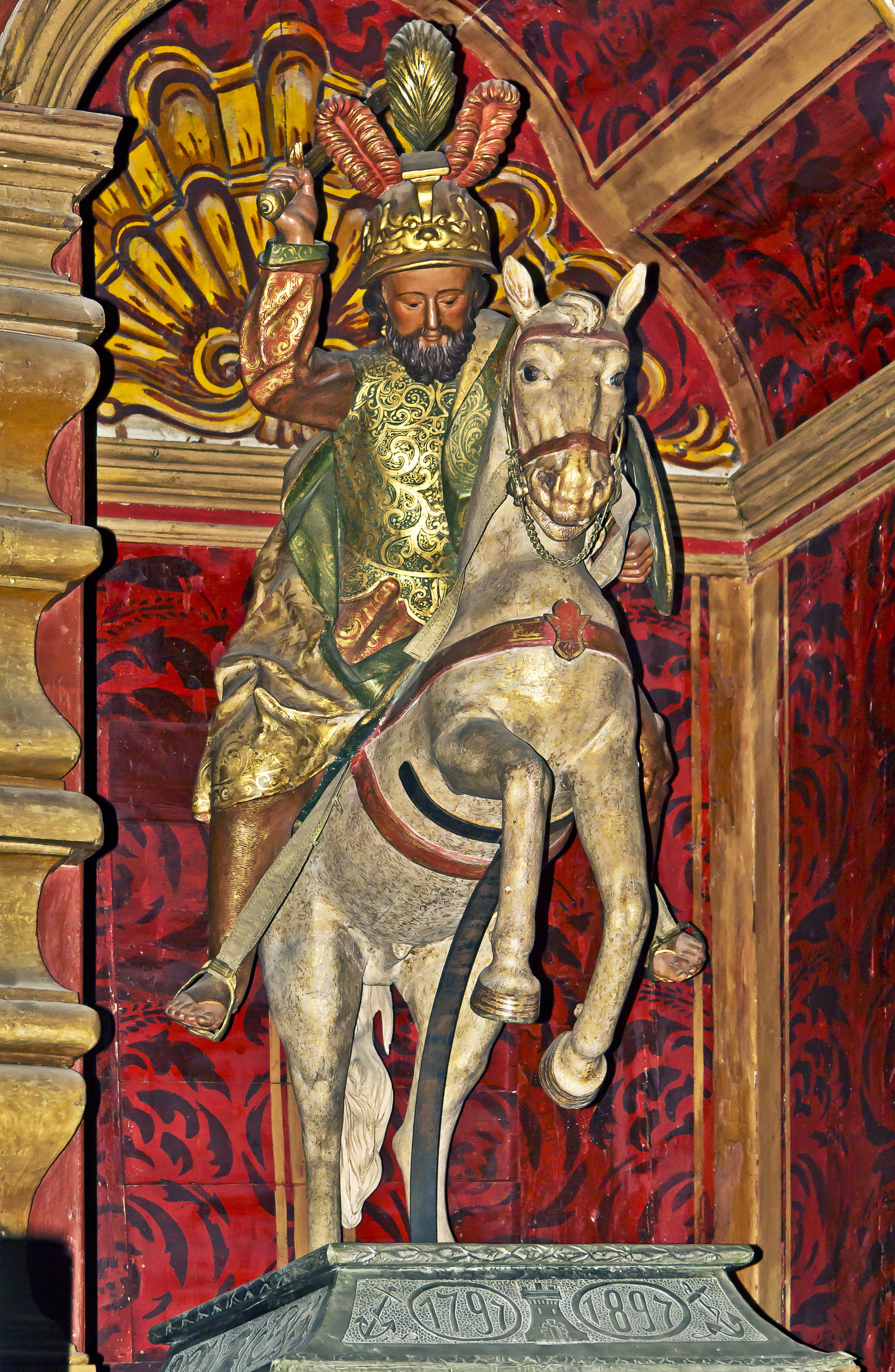
Imagen de Santiago el Mayor (patrono de Santa Cruz de Tenerife) en la Iglesia Matriz de la Concepción.

Dicho acto comienza cada 24 de julio con el desfile de las tropas locales (si bien, en ocasiones algunos actos pueden comenzar días antes), en el que participan el Primer Batallón de Infantería de Canarias y las Milicias de la ciudad vecina de San Cristóbal de La Laguna. Los soldados, ataviados con fieles reproducciones de uniformes y armamento de la época, parten de la plaza Weyler y recorren la calle del Castillo hasta llegar a la plaza de La Candelaria.

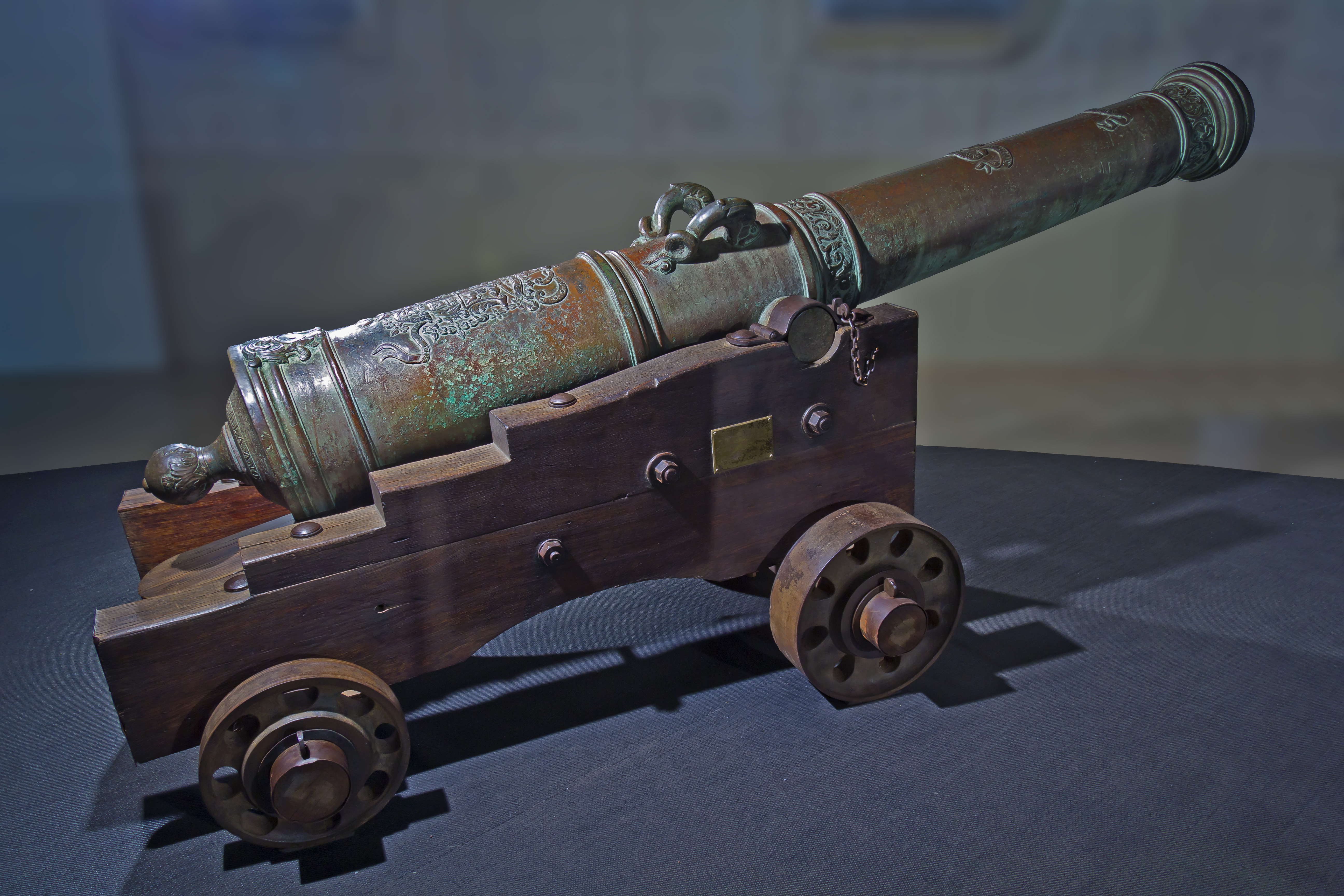
Cañón Tigre, el cañón que le arrancó el brazo a Nelson.

El 25 de julio continúan las actividades que recrearán los combates durante el desembarco y en la calle, así como la rendición final de las tropas del almirante Nelson. Los combates entre tropas españolas, coordinadas por el teniente general Gutiérrez, y tropas británicas, al mando del contraalmirante Nelson, se recrean en los mismos lugares donde ocurrieron hace 227 años, es decir en los alrededores del Castillo de San Juan Bautista de la ciudad de Santa Cruz de Tenerife.
La recreación acaba al atardecer del 25, tras la celebración de una función religiosa en la Parroquia Matriz de Nuestra Señora de la Concepción, para conmemorar la Gesta y el patronazgo del Apóstol Santiago sobre la ciudad. Durante esta ceremonia se realiza una ofrenda floral en la tumba del general Gutierréz situada en la capilla de Santiago en la misma iglesia. Tras esta celebración la imagen del Santo sale en procesión por las calles de la ciudad.